# 으뜸초등학교
으뜸초등학교는 대한민국 세종특별자치시가 교육기본법에 따라 설치한 초등학교이다.

## 연혁
- 2008년 12월 1일 : 으뜸장애인학교로 설립인가
- 2010년 3월 27일 : 병설유치원 설립개교인가
- 2012년 1월 12일 : 으뜸국민학교 개교
- 2014년 3월 1일 : 으뜸초등학교로 교명변경
- 2015년 3월 1일 : 제10회 입학식(932명 입학식)
- 2016년 3월 1일 : 제8대 장남영 교장취임
- 2017년 3월 1일 : 제11회 입학식(931명 입학식)
- 2018년 3월 1일 : 제12회 입학식(934명 입학식)
- 2019년 3월 25일 : 제13회 입학식(931명 입학)

## 참고 자료
- 으뜸초등학교 - 한국교육학술정보원 학교알리미